# لوچانو د آمبروزیس
لوچانو د آمبروزیس (ایتالیایی: Luciano De Ambrosis؛ زادهٔ ۲۸ مارس ۱۹۳۷) بازیگر، صداپیشه و مدیر دوبلاژ اهل ایتالیا است. وی از سال ۱۹۴۲ میلادی تاکنون مشغول فعالیت بوده‌است.
از فیلم‌هایی که وی در آن نقش داشته‌است، می‌توان به آرتینو و استدلال‌هایش در مورد روسپی‌های درباری، زنان شوهردار و… مردان بی‌غیرت، تنه، بچه‌ها نگاهمان می‌کنند، چشم گربه و قلب و روح اشاره کرد.